# Валле, Поль-Жозеф
Поль-Жозе́ф Валле́ (фр. Paul-Joseph Vallet; 4 ноября 1720, Бюрсен — 21 февраля 1781, Гренобль) — французский полицейский, изобретатель, литератор и энциклопедист.

## Происхождение
Сын Антуана Валле — прокурора парламента и Маргерит Руссе, дочери королевского советника Поля Руссе.

## Биография
Родился 4 ноября 1720 в Бюрсене. После окончания Валансского университета переехал в Гренобль, где 18 мая 1752 года получил звание адвоката. Однако Валле недолго проработал в этом качестве, поскольку получил предложение парламента Дофине занять должность начальника полиции Гренобля. Он принял предложение, 30 ноября 1753 года был назначен на эту должность городским советом, а 19 декабря 1753 года назначение было утверждено королём. На своём посту он активно защищал привилегии парламента Дофине, многократно входя в конфликты с властями провинции и в частности — маркизом Шастелье-Дюмениля. Ушёл в отставку со своего поста в 1768 году, после чего посвятил себя литературной деятельности.
Написал и опубликовал не менее 15 различных сочинений, посвящённых как текущей политической деятельности и юриспруденции, так и педагогике, литературе, философии. Автор нескольких технических изобретений, ни одно из которых не дошло до наших дней. Был одним из самых активных авторов «Ивердонской энциклопедии», для которой написал 759 статей по эпиграфике и механике. Скончался в Гренобле 21 февраля 1781 года.

## Семья
8 августа 1752 года женился на Антуанетт-Габриэлль Валле, дочери адвоката Жана-Франсуа Валле и Клодин-Бунуат де Физика́.